# Nakhjavān Tappeh
Nakhjavān Tappeh (persiska: نَخجَوان تَپِّه, نخجوان تپّه) är en ort i Iran.   Den ligger i provinsen Västazarbaijan, i den nordvästra delen av landet, 600 km väster om huvudstaden Teheran. Nakhjavān Tappeh ligger 1 299 meter över havet och antalet invånare är 105.
Terrängen runt Nakhjavān Tappeh är huvudsakligen platt, men åt nordväst är den kuperad. Terrängen runt Nakhjavān Tappeh sluttar österut.Runt Nakhjavān Tappeh är det ganska tätbefolkat, med 185 invånare per kvadratkilometer. Närmaste större samhälle är Urmia, 17,8 km söder om Nakhjavān Tappeh. Trakten runt Nakhjavān Tappeh består till största delen av jordbruksmark.